# Vincenzo La Puma
Vincenzo La Puma, né le 22 janvier 1874 à Palerme en  Sicile, Italie, et mort le 4 novembre 1943 à Rome, est un cardinal italien du XXe siècle.

## Biographie
Mgr La Puma est professeur à l'athénée pontifical romain S. Apollinare et exerce des fonctions au sein de la curie romaine, notamment à la Congrégation pour les évêques et à la Congrégation pour les Religieux. Il est nommé protonotaire apostolique en 1925.
Le pape Pie XI le créé cardinal au consistoire du 18 décembre 1935. Le cardinal La Puma est pro-préfet et préfet de la Congrégation pour les Religieux et participe au conclave de 1939, à l'issue duquel Pie XII est élu.